# Серп (Росія)
Серп (рос. Серп) — присілок (колишній виселок) у складі Алнаського району Удмуртії, Росія.

## Населення
Населення — 93 особи (2010; 105 в 2002).
Національний склад станом на 2002 рік:
- удмурти — 100 %

## Урбаноніми[3]
- вулиці — Зарічна, Нова, Садова

## Видатні уродженці
- Нянькіна Лідія Степанівна — удмуртська письменниця, поетеса, журналіст, перекладач.